# Farmakoekonomija
Farmakoekonomija je disciplina zdravstvene ekonomije koja identifikuje, meri i upoređuje efekte terapije, troškove korišćenja farmaceutskih proizvoda, odnosno zdravstvenih intervencija. 
Primena rezultata farmakoekonomije posebno je značajna za one koji učestvuju u procesu izrade nacionalnih vodiča za lečenje određenih bolesti (npr primenu antibiotika), za povećanje efikasnoste zdravstvene zaštite i usluga i za podizanje kvaliteta industrijskih i akademskih analiza.

## Cilj i metode farmakoekonomije
Cilj
Farmakoekonomija ima za cilj da uskladi i otkrije najbolji mogući raspoloživi lek, koji će dati optimalne efekte uz najniže troškove lečenja. 
Metode
Za postizanje ovog cilja koriste se metode ekonomske analize (procene) za odabiranje najefikasnije opcije kako bi se pružanje zdravstvene usluge širokoj populaciji podiglo na najviši mogući nivo, uz najminimalnije troškove lečenja.

## Osnovne postavke
Pristup u farmakoekonomiji je interdisciplinarani i kao takav uključuje znanja iz:
- medicine,
- ekonomije,
- fermakoepidemiologije,
- medicinskog i klasičnog prava,
- teorije odlučivanja,
- biostatistike,
- bioetike,
- farmacije i
- epidemiologije u širem smislu.

Samo multidisciplinarnim pristupom, u farmakoekonomiji moguće je doći do rešenja do kojih
se pojedinačnim pristupom ne bi moglo doći.
Farmakoekonomija usvaja i primenjuje principe i metodologiju zdravstvene ekonomije u farmakoterapiji. U tom smislu farmakoekonomskim istraživanjima porede se efekti terapije i cene
dve ili više različþitih alternativa lečenja uz poštovanje principa „prevashodno ne naškoditi” („primum non nocere“) (prevashodno ne naškoditi). 
Farmakoekonomski koncept se koristi da bi se postigao određeni optimalni cilj u lečenju za nižu cenu ili obrnuto, da se korišüenje datih, ograničenih resursa usmeri na način na koji se ostvaruje najbolji mogući odnos terapijske i ekonomske koristi(benefit).
Kada se definiše aspekt farmakoekonomske analize, tada se meri količina sredstava potrošenih za određeno lečenje bolesti. Parametri koji utiču na potrošnju sredstava su:
- vreme i znanje medicinskih radnika potrebno za pripremu i primenu terapije,
- utrošak lekova,
- broj bolesničkih dana
- utrošak materijalnih sredstava.

U širem smislu, u ekonomski aspekt spada i praćenje kvaliteta života i zdravstvenih troškova tokom lečenja i rekonvalescencije, kao i praćenje efekta i cene koštanja eventualnih invaliditeta, patologije izazvanih pri primeni jednih ili drugih terapijskih pristupa. 
Direktna i indirektna ekonomska analiza procene troškova
Ukoliko se ekonomska analiza obavlja paralelno sa kliničkim ispitivanjem dolazi se direktno do ovih podataka. 
U drugom slučaju podaci se skupljaju retrospektivno ili prospektivno iz medicinske dokumentacije
ili bolničkih kartona. 
Procena troškova završava se množenjem izmerenih utrošenih sredstava sa cenama (jediničnim troškovima). Ove vrednosti mogu se dobiti iz zvaničnih cenovnika finansijske službe određene institucije.

## Studijski program farmakoekonomija
Studijski program farmakoekonomija i farmaceutska legislativa predstavlja akademske specijalističke studije u trajanju od jedne godine — 2 semestra (60 ESPB). Predloženi studijski program omogućava studentima da bolje ovladaju znanjima i veštinama iz oblasti farmakoekonomije, farmaceutske legislative, snabdevanja lekovima i farmakoepidemiologiji potrebnim za rad u farmaceutskoj
industriji, zdravstvu i/ili regulatornim telima. Nakon završenog programa, student stiče zvanje: specijalista farmakoekonomije i farmaceutske legislative.

## Literatura
- Thomas Müller-Bohn, Volker Ulrich (2000). Pharmakoökonomie – Einführung in die ökonomische Analyse der Arzneimittelanwendung. Wissenschaftliche Verlagsgesellschaft mbH. ISBN 978-3-8047-1761-9.
- Eva Susanne Dietrich (2002). Grundlagen der Pharmakoepidemiologie und Pharmakoökonomie. Eschborn: GOVI-Verlag. ISBN 978-3-7741-0915-5.

## Spoljašnje veze
- The leading professional society for health economics and outcomes research (HEOR) globally. (језик: енглески)